# Uzbekos
Los uzbekos o uzbecos (o'zbek-en singular- o'zbeklar-en plural-) son un grupo étnico de origen túrquico que habitan principalmente en Uzbekistán, aunque también se encuentran grupos en Afganistán, Tayikistán, Kirguistán, Kazajistán, Rusia y en la región autónoma del Sinkiang (Tuquestán Oriental) en la República Popular China. Asimismo pequeños grupos de origen uzbeko se encuentran diseminados en Irán, Turquía, Arabia Saudita, Pakistán, Estados Unidos y Europa Oriental. Además, alrededor de unos 70.000 grupos étnicos de refugiados uzbekos residen desde 2005 en Pakistán, aunque desde 2010 la mayoría han regresado a su país de origen.
En el 2006 la mayoría de los uzbekos son fieles al islam aunque sus creencias se vieron suavizadas durante el periodo de la Unión Soviética; después de 1991 el islam ha tenido una revitalización entre los uzbekos. La conversión al islam de los habitantes del actual Uzbekistán se inició a comienzos del siglo VIII cuando las tropas árabes invadieron la zona, desplazando a otras creencias como el budismo o el cristianismo (en especial al cristianismo nestoriano que durante gran parte de la Edad Media fue una de las principales religiones del Imperio corasmio). La victoria de los árabes aliados a los turcos sobre los chinos en la batalla del río Talas en el año 751 aseguró el futuro de la dominación del islam en toda la zona del Asia Central.
Los uzbekos forman una de las 56 etnias oficialmente reconocidas por el gobierno de la República Popular China.

## Etimología
El etnónimo o la autodenominación de esta etnia se atribuye tradicionalmente a Oz Beg (Uzbeg Kan) un monarca del janato de la Horda de Oro, aunque otras versiones suponen la etimología más probable en las palabras túrquicas oz (independiente) y beg o bek (señor, príncipe) como se encuentra atestiguado en las inscripciones de Orjón.

## Historia
El origen de la etnia uzbeka se sitúa en una secesión de nómadas de la "Horda dorada". En 1422, un grupo de clanes nómadas al este del Volga se separaron de la autoridad central del jan en Sarai. Se llamaron a sí mismos uzbekos. El primer líder uzbeko, Barak, rebasó la zona del Volga entre Sarai y Astracán, pero murió asesinado en 1428.
Barak fue sucedido por Abu'l-Jayr, descendiente del hermano de Batu Kan, Shiban. La casa reinante recibió a partir de entonces el nombre de shaybánidas. En el 1431 Abu'l-Jayr se trasladó hasta la estepa central kazaja. Sin embargo, en 1446 cambió de política y las tribus se desplazaron hacia la zona del mar de Aral. Algunos jefes locales protestaron por este cambio de política en el 1456 formando una nueva secesión nómada que dio origen a los kazajos.
El afianzamiento de la nacionalidad uzbeka se produjo a finales del siglo XIV cuando los uzbekos derrotaron a los descendientes de los mongoles timúridas en la Fergana y las cuencas de los ríos Sir Daria y Amu Daria, incluyendo las ciudades de Samarcanda, Bujará y Jiva. De este modo, desplazados los timuridas hacia la India tras las derrotas que los uzbecos propinaron a Babur, se afianzó la presencia túrquida en el territorio que hasta prácticamente entonces estaba poblado por las etnias iranias (dominadas temporalmente por los mongoles) de Corasmia.